# 청주야구장
청주야구장(清州野球場, Cheongju Baseball Stadium)은 대한민국 충청북도 청주시 서원구 사직동 청주종합경기장에 위치한 야구장이다.
1986년부터 현재 KBO 리그 한화 이글스의 제2홈구장으로 사용되며 1990년에는 전국체전 관계로 프로야구 경기가 개최되지 않았는데 MBC 청룡이 1983년 3월 초부터 이 곳에서 전지훈련을 개최했다. 1979년 5월에 전국체육대회 개최를 위해 개장하였다. 처음 개장했을 때에는 약 10,000석의 좌석이 있었으나 2008년 초 외야에 등받이 좌석을 설치하는 등 대대적인 공사를 실시하여 좌석이 7,500석으로 줄어들면서 한 때 수용 가능한 관중 수가 줄어들었으나 2013년 인조 잔디로 교체하고 바비큐 존을 신설하는 등의 재공사를 거쳐 좌석이 다시 10,500석으로 늘어났다. 이 야구장에서는 충청북도 내 야구부가 있는 학교 간의 대항전이 해마다 열린다. 2004년에 설치한 7.68m X 4.8m 화면 규모의 구형 전광판을 2018년까지 사용했으며 2019년 기존의 구형 전광판을 가로 24m, 세로 9m의 고화질 HD 전광판으로 교체했다.
보안 시설이 취약한데 1990년에는 전국체전 때문에 프로야구 경기가 열리지 않았으며 1993년에는 6월 2일 대전 경기 중 강풍으로 조명탑이 휘게 되자 3달 간 빙그레의 홈경기를 청주구장에서 치렀다. 2008년 5월 31일에 열린 한화 이글스와 LG 트윈스의 경기에서는 입장권이 경기 시작 전에 매진되는 바람에 미처 표를 사지 못한 사람들이 외야석 뒤에 설치된 장외 펜스를 넘어와서 관람하는 해프닝도 있었다. 야구장 규모상 투구 거리와 가운데 담장이 110미터로 아주 짧아 '한국의 쿠어스 필드', '투수들의 무덤'이라는 악명높은 별명도 갖고 있을 정도로 홈런이 굉장히 많이 나오는 구장으로 불린다. 1979년에 개장하여 꽤 오래 된 야구장이지만, 안전등급에서 A등급을 받기도 했다. 그러나 청주시에서는 현재의 천연잔디가 비만 오면 배수가 잘 되지 않아 경기를 하기 힘든 문제점을 안고 있는 관계로 배수시설을 근본적으로 해결하기 위해 2013년까지 인조잔디로 교체를 완료했다.

## 리모델링
2010년 무너진 조명탑에 대한 시설개선을 한 가운데 최신 모델인 원폴형 구조(높이 40m, 조명기구 48등)로 새로 설치했고 좌우 펜스거리도 기존 98m에서 100m로 2m 더 늘렸으며 백스크린 도색, 파울 볼대 높이 증설 등 시설개선을 했다. 특히 청주시는 계속 내린 비로 인해 망가진 그라운드를 정비한 가운데 물고임 현상을 제거하고 잔디 깎기, 선수대기실 정비 등을 말끔히 끝냈다.
2013년까지 청주구장의 천연 잔디를 인조 잔디로 교체하고, 좌석수를 7500석에서 10500석으로 늘렸다. 또한 매점과 화장실을 확충하고 고기를 구워 먹으며 관람할 수 있는 바비큐 존도 만들었다.
2015년에는 기존의 중앙펜스를 110m에서 115m로 늘리고 펜스높이 또한 기존 2.5m에서 4.3m(펜스 위 안전망 포함시 5.8m)로 늘리는 등의 시설 개선 공사를 진행했다.
2016년에는 12억원을 투입하여 시설 개선을 추가로 진행하였다. 마운드를 정비하고 홈팀과 원정팀의 더그아웃을 1m가량 앞으로 당겨 각각 30여m2를 늘리고, 바닥도 40cm가량 높여 선수들이 경기장을 볼 수 있는 시야를 넓혔다. 본부석을 넓히고 내야 익사이팅존 근처 배수로에도 손을 댔다. 기록석 주변의 70여 개의 일반석에 탁자를 설치해 특별석으로 교체하고, 본부석 3층의 기자실·가족실 앞의 통로를 뒤쪽으로 바꿔 다른 관중들이 앞쪽으로 지나가 시야를 방해하는 것도 최소화했다.
2018년 관람석의 우레탄 바닥을 친환경 제품으로 바꾸고 야구장의 조명타워를 메탈 램프에서 LED 램프로 교체하였다.
2019년 기존의 구형 전광판을 가로 24m, 세로 9m의 고화질 HD 전광판으로 교체했다. 3루측 상단의 점수 전광판 역시 교체를 실시했다.

## 갤러리

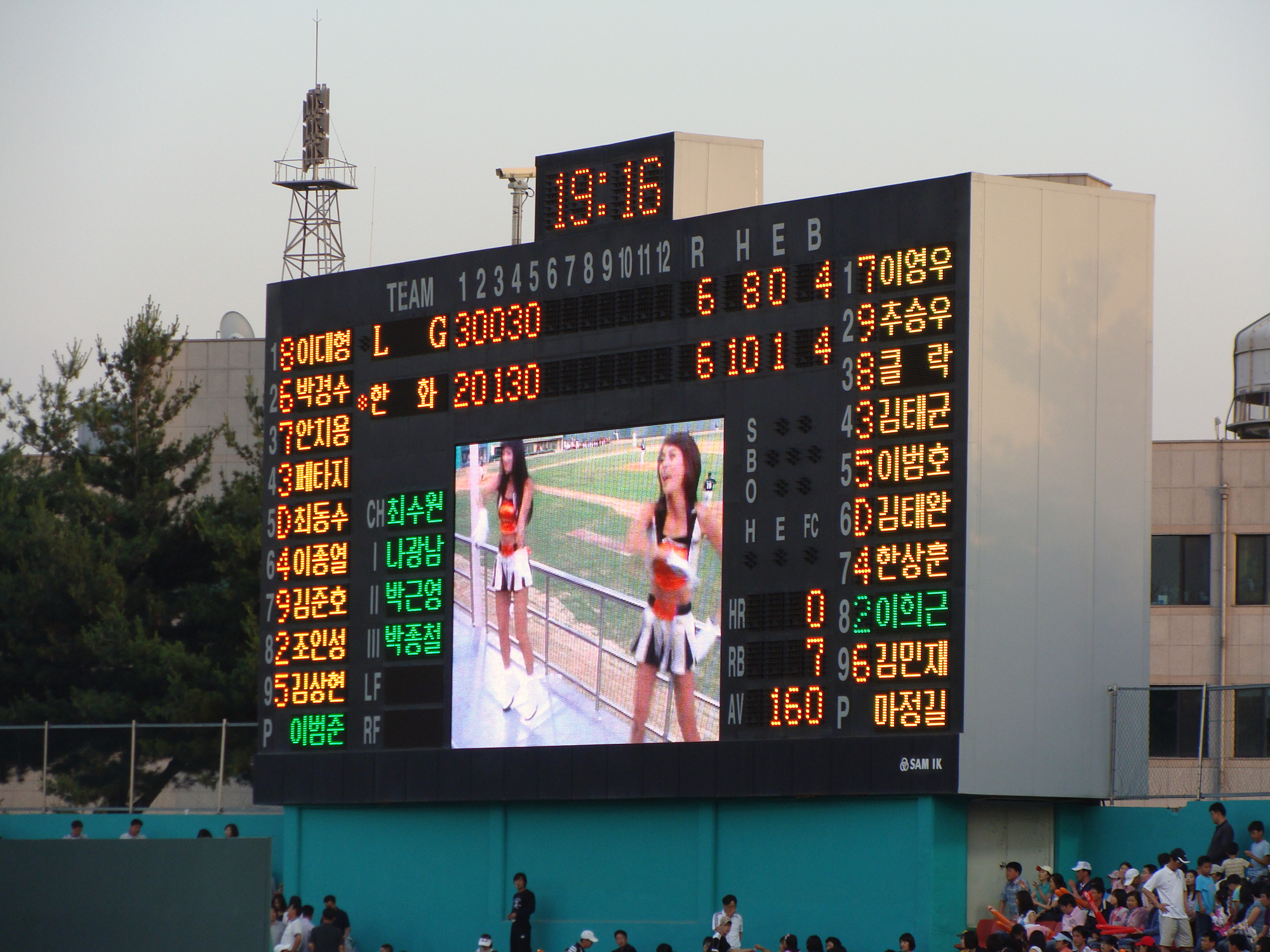
청주야구장 전광판
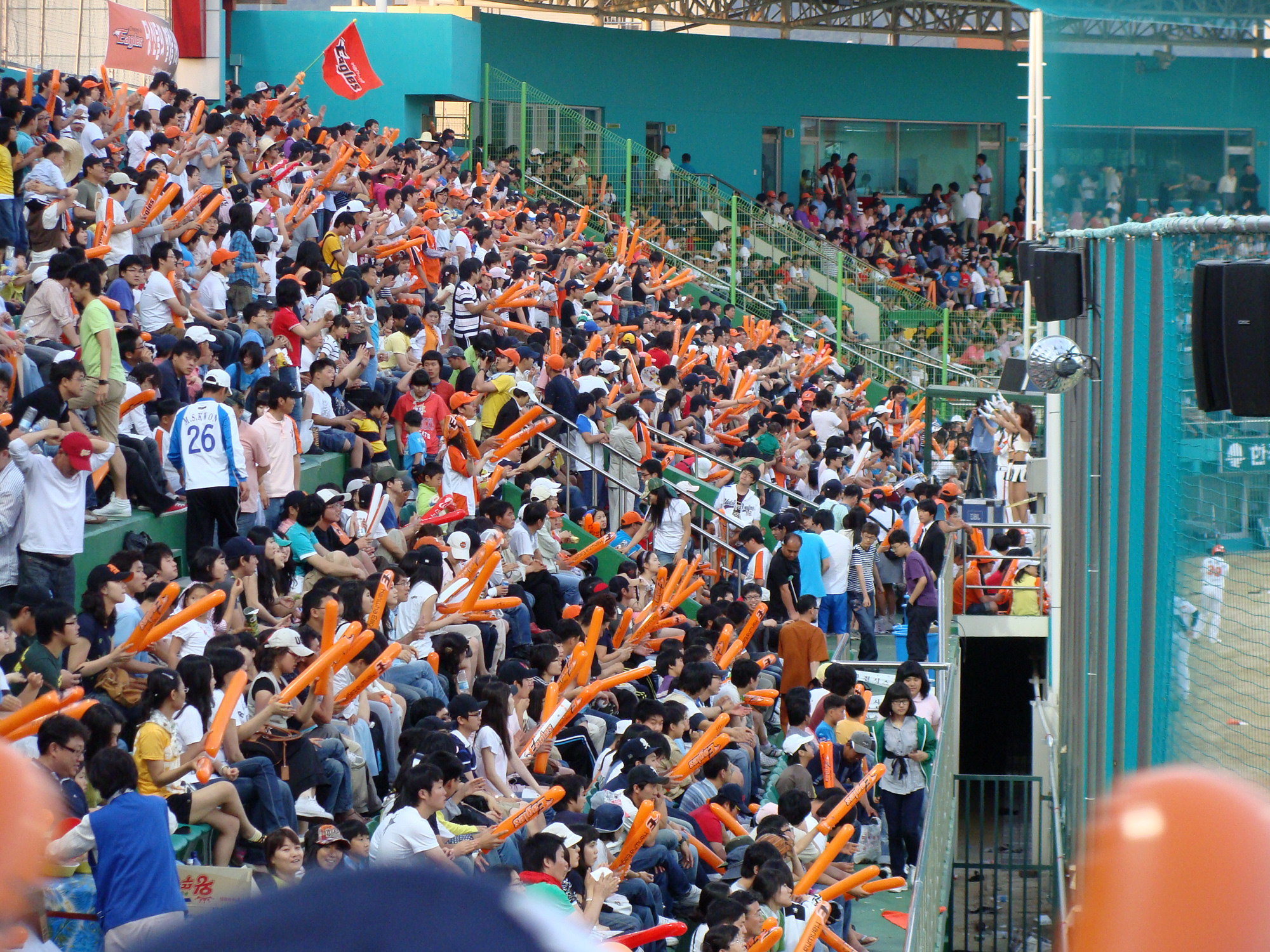
청주야구장에서 열띤 응원을 펼치는 응원단